# Toby Stephens

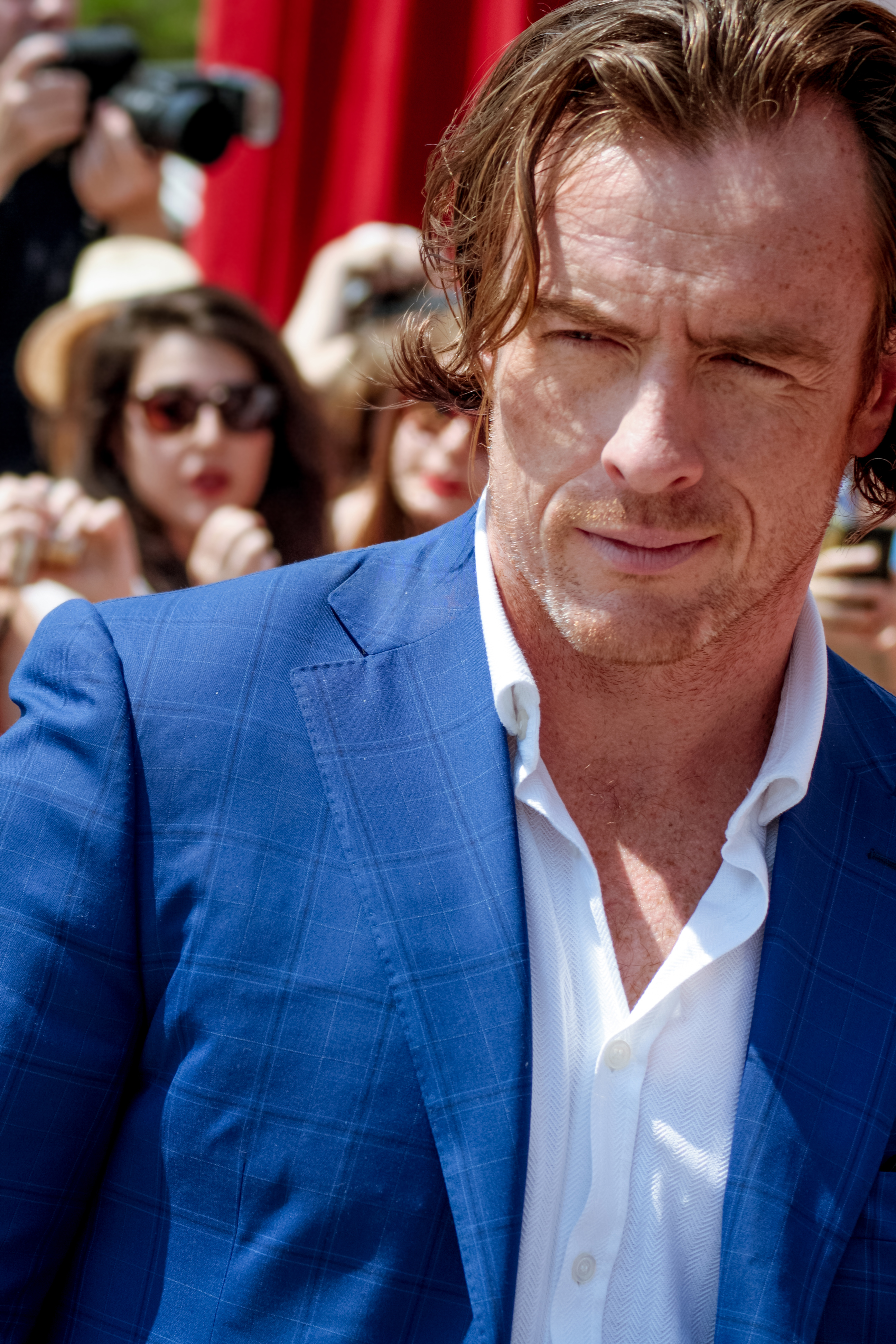
Toby Stephens in 2014

Toby Stephens (Londen, 21 april 1969) is een Britse acteur.

## Biografie
Stephens werd geboren in een ziekenhuis in Londen als zoon van Maggie Smith. Hij doorliep de middelbare school aan de Seaford College in East Lavington, het acteren leerde hij aan het London Academy of Music and Dramatic Art in Londen. 
Stephens begon in 1992 met acteren in de miniserie The Camomile Lawn, waarna hij nog meerdere rollen speelde in televisieseries en films. In 2007 werd hij voor zijn rol in de miniserie Jane Eyre genomineerd voor een Satellite Award in de categorie Beste Acteur in een Miniserie. 
Stephens is naast het acteren voor televisie ook actief in lokale theaters. Zo heeft hij gespeeld in Hamlet, A Streetcar Named Desire, Coriolanus, Tartuffe, A Midsummer Night's Dream en A Doll's House. Hij heeft ook eenmaal opgetreden op Broadway, in 1999 speelde hij in het toneelstuk Ring Round the Moon als Hugo en Frederic.
Stephens is in 2001 getrouwd met actrice Anna-Louise Plowman met wie hij drie kinderen heeft. 

## Filmografie

### Films
Uitgezonderd korte films.
- 2024 The Severed Sun - als de Pastoor
- 2022 Prisoner C33 - als Oscar Wilde
- 2020 The Man with the Golden Gun - als James Bond (stem)
- 2019 Live and Let Die - als James Bond (stem)
- 2018 Moonraker - als James Bond (stem)
- 2018 Hunter Killer - als Bill Beaman
- 2016 The Journey - als Tony Blair
- 2016 13 Hours: The Secret Soldiers of Benghazi - als Glen 'Bub' Doherty
- 2014 Noël Coward's Private Lives - als Elyot Chase
- 2013 Believe - als dr. Farquar
- 2013 The Machine - als Vincent McCarthy
- 2013 All Things to All Men - als Riley
- 2006 Severance - als Harris
- 2006 Dark Corners - als dr. Woodleigh
- 2006 Sharpe's Challenge - als Dodd
- 2006 The Best Man - als Peter Tremaine
- 2005 The Queen's Sister - als Tony Armstrong Jones
- 2005 The Rising: Ballad of Mangal Pandey - als kapitein William Gordon
- 2005 El sueño de una noche de San Juan - als Demetrius (Engelse stem)
- 2004 London - alsCasanova
- 2004 Terkel i knibe - als Justin (Engelse stem)
- 2002 Die Another Day - als Gustav Graves
- 2002 Possession - als Fergus Wolfe
- 2000 The Announcement - als Ross
- 2000 Space Cowboys - als jonge Frank
- 2000 The Great Gatsby - als Jay Gatsby
- 1999 Onegin - als Lensky
- 1999 Sunset Heights - als Luke Bradley
- 1998 Cousin Bette - als Victorin Hulot
- 1997 Photographing Fairies - als Charles Castle
- 1996 Twelfth Night or What You Will - als Orsino
- 1992 Orlando - als Othello

### Televisieseries
Uitgezonderd eenmalige gastrollen.
- 2025 A Cruel Love: The Ruth Ellis Story - als Melford Stevenson QC - 4 afl.
- 2024 The Split - als Archie Moore - 2 afl.
- 2023 Percy Jackson and the Olympians - als Poseidon - 2 afl.
- 2021 Alex Rider - als Damian Cray - 6 afl.
- 2018-2021 Lost in Space als John Robinson - 28 afl.
- 2019 Summer of Rockets - als Samuel Petrukhin - 6 afl.
- 2014-2017 Black Sails - als kapitein Flint - 38 afl.
- 2015 And Then There Were None - als dr. Edward Armstrong - 3 afl.
- 2010-2012 Vexed - als DI Jack Armstrong - 9 afl.
- 2010 Strike Back - als Frank Arlington - 2 afl.
- 2009 Robin Hood - als prins John - 3 afl.
- 2008 Wired - als Crawford Hill - 3 afl.
- 2006 Jane Eyre - als Rochester - 4 afl.
- 2005 Waking the Dead - als dr. Nick Henderson - 2 afl.
- 2003 Cambridge Spies - als Kim Philby - 4 afl.
- 2001 Perfect Strangers - als Charles - 3 afl.
- 1996 The Tenant of Wildfell Hall - als Gilbert Markham - 3 afl.
- 1992 The Camomile Lawn - als Oliver - 3 afl.

- Bibsys: 3095149
- Biblioteca Nacional de España: XX956755
- Bibliothèque nationale de France: cb142298941 (data)
- CiNii: DA13473184
- Gemeinsame Normdatei: 138922764
- International Standard Name Identifier: 0000 0001 0884 4986
- Library of Congress Control Number: no99078227
- MusicBrainz: 4386b027-2724-4d8a-9cf4-4a55e9b20d0a
- Nationale Bibliotheek van Tsjechië: pna2006322527
- Nationale bibliotheek van Australië: 35608564
- Nationale Bibliotheek van Israël: 987007437849305171
- Nationale Bibliotheek van Polen: a0000002016688
- Nederlandse Thesaurus van Auteursnamen: 16661288X
- Istituto Centrale per il Catalogo Unico: RAVV347086
- Système universitaire de documentation: 168240696
- Trove: 1013387
- Virtual International Authority File: 31635756
- WorldCat: E39PBJdRBgk3XgJcPtV7t8XmVC